# Bruno Zwicker
Bruno Zwicker (geb. 17. Februar 1907 in Knínice u Boskovic; gest. 1944 im KZ Auschwitz) war ein tschechoslowakischer Soziologe und Opfer des Holocausts.

## Leben

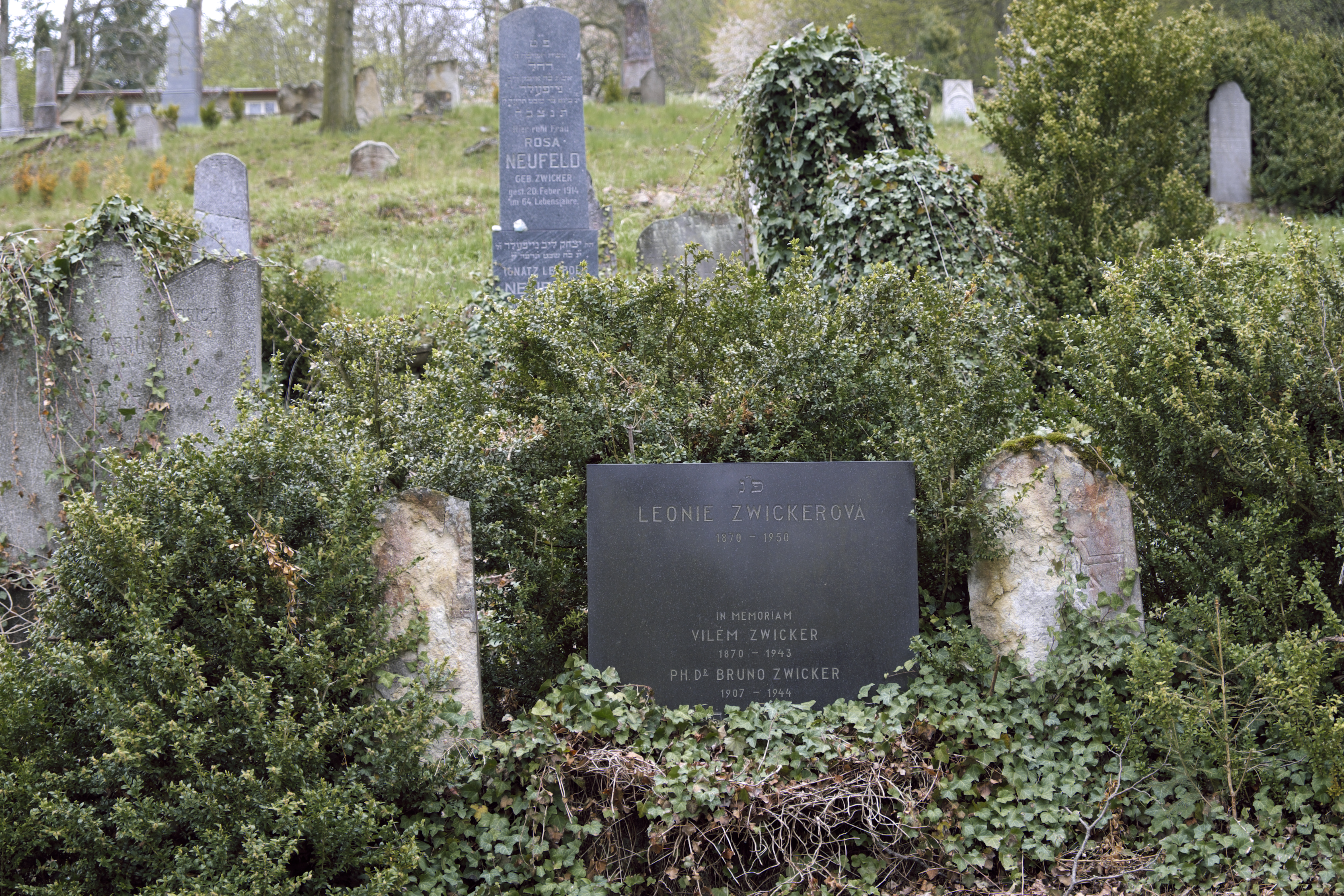
Erinnerung an Bruno Zwicker auf dem jüdischen Friedhof in Boskovice (Grabstein vorne in der Mitte)

Er besuchte bis 1926 das Realgymnasium in Boskovice und studierte danach bis 1930 Soziologie an der Universität Brünn. Im Jahr 1933 wurde er zum Dr. phil. promoviert. Er war Schüler von Inocenc Arnošt Bláha.
Bruno Zwicker war ein Repräsentant der Brünner soziologischen Schule.
Er wurde von den deutschen Besatzern während des Zweiten Weltkriegs am 29. März 1942 in das KZ Theresienstadt deportiert. Dort arbeitete er eng mit Valtr Eisinger zusammen, dem Leiter des Knabenheims, und organisierte den illegalen Unterricht im Ghetto.
Am 28. September 1944 wurde er von Theresienstadt in das KZ Auschwitz deportiert, wo er ermordet wurde.